# Porte de Paris (Cambrai)

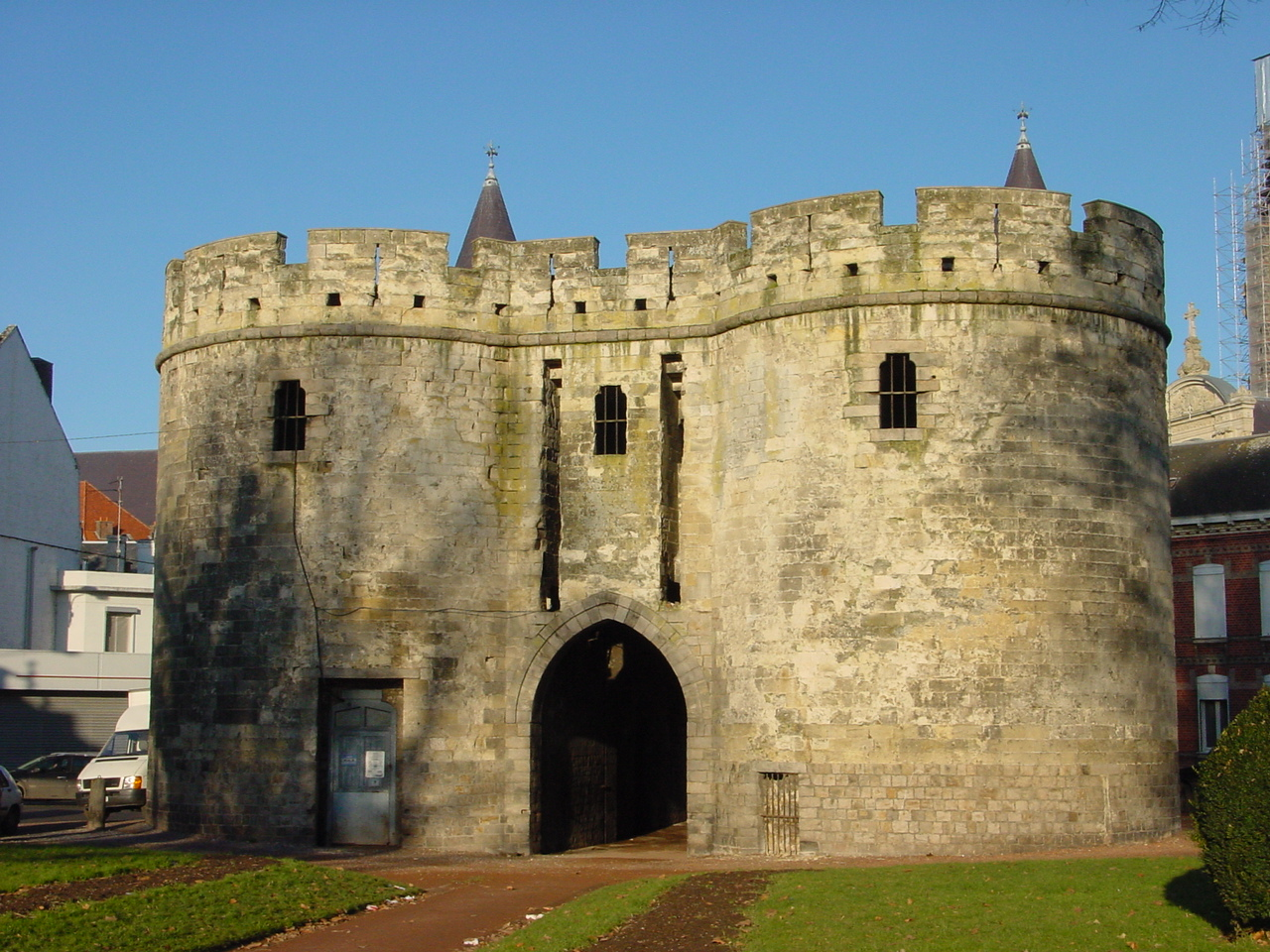
Porte de Paris in Cambrai

Die Porte de Paris in Cambrai, einer französischen Stadt im Département Nord in der Region Hauts-de-France, ist ein Stadttor aus dem 14. Jahrhundert. Das Bauwerk steht seit 1942 unter Denkmalschutz (Monument historique).

## Geschichte
Die Porte de Paris wurde im 14. Jahrhundert während des Hundertjährigen Krieges als Teil der Stadtbefestigung errichtet. Sie besitzt zwischen den zwei halbrunden Türmen eine bogenförmige Durchfahrt. Zur Stadtseite ist ein großer Wachsaal mit offenem Kamin erhalten.